# 觀音在東亞的形象

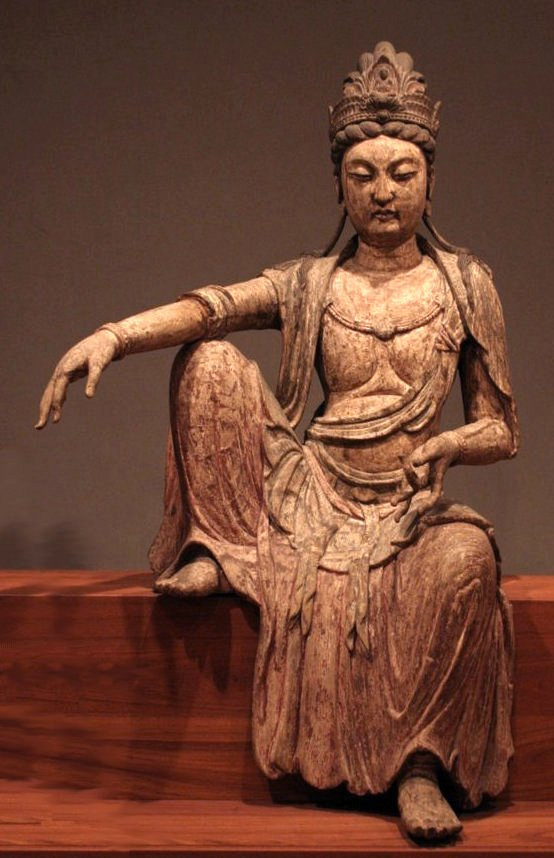
觀音木雕，其冠上刻有小彌陀像。中國北宋，约1025。

在漢傳佛教中，觀音即「阿婆盧吉低舍婆羅」之意譯，乃慈悲為懷之菩薩，其名稱亦被道教與中國民間信仰，以至漢字文化圈和東亞的佛教徒所沿用。觀音，觀世音之簡稱，有「觀察世界聲音者」之意。基於社會地理的影響，觀音於歷史上被描繪為無性別或中性形象，然而在東亞地區慢慢發展成女性神祇的形象。農曆六月十九日為慶祝觀音成佛之日。眾多佛教徒深信，當一信徒離世時，觀音將其安置於蓮花心中，送往極樂淨土，因而觀音常被稱為「最受歡迎的佛教神祇」，其力量之偉大，能助所有向她祈禱者，此在《普門品》和《大悲心陀羅尼經》中皆有提及。

## 在東亞本土化的形象
在中國，對觀世音菩薩的崇拜可追溯至公元前一世紀，彼時佛教經由絲綢之路東漸，觀音信仰亦隨之深入民心。至唐初，即七世紀中葉，此信仰經由朝鮮半島傳入日本，開創東亞觀音信仰的新篇章。然而，在顯教的多數宗派中，普遍認為女性無法直接成佛，必須先轉化為男性身軀，方能實現佛道。因此，無論觀音信仰源自何方，觀音菩薩在此脈絡下多以男性身相呈現。
但自印度密教興起，其教義與顯教大相逕庭。密教主張，女性不必轉為男性，同樣能以女性身相成佛。依據《金剛頂瑜伽中發阿耨多羅三藐三菩提心論》所載，父母所賜的肉身，無論男女，皆能即身成佛，這正是密教認可女性身如來的理論基礎。與此同時，密教對女性的尊重與包容，遠超越顯教中的歧視之風。由此，密教中開始出現女性尊相，如《大悲胎藏生曼荼羅》中即繪有多位女性佛菩薩，彰顯了密教對女性佛性的認可與尊崇。這種打破性別籓籬的教義，不僅拓展了佛教的寬廣度，也為東亞觀音信仰的演進。

### 觀音的三十三種顯現
據《法華經》第25品所述，觀音菩薩有三十三種化身，隨時應機而出現，為拯救受苦眾生。這些化身包括佛、辟支佛、羅漢、梵天、帝釋天、大自在天、濕婆、強大的天將、多聞天王、轉輪聖王、國王、長者、居士、宰官、婆羅門、比丘、比丘尼、優婆塞、優婆夷、婦女、男童、女童、天神、龍、夜叉、乾闥婆、阿修羅、迦樓羅、緊那羅、摩睺羅伽、人、非人，以及金剛手菩薩。《楞嚴經》中亦提及觀音菩薩三十二種化身，與《法華經》所述類似，但不包括金剛手菩薩，而以四大天王取代毗沙門天王。這些觀音化身在中國和日本經過本土化，形成了符合各種化身的傳統造像形式。

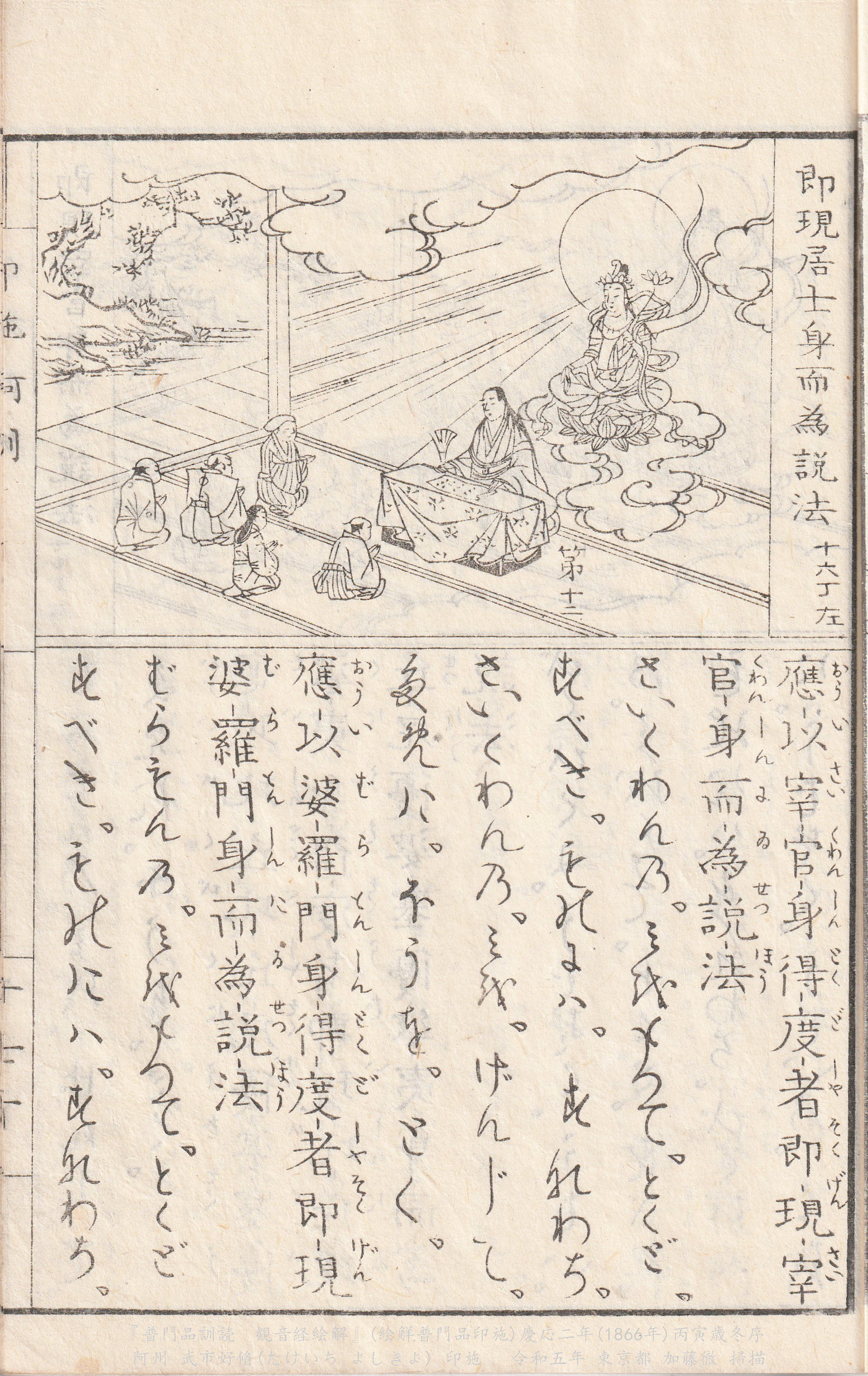
居士
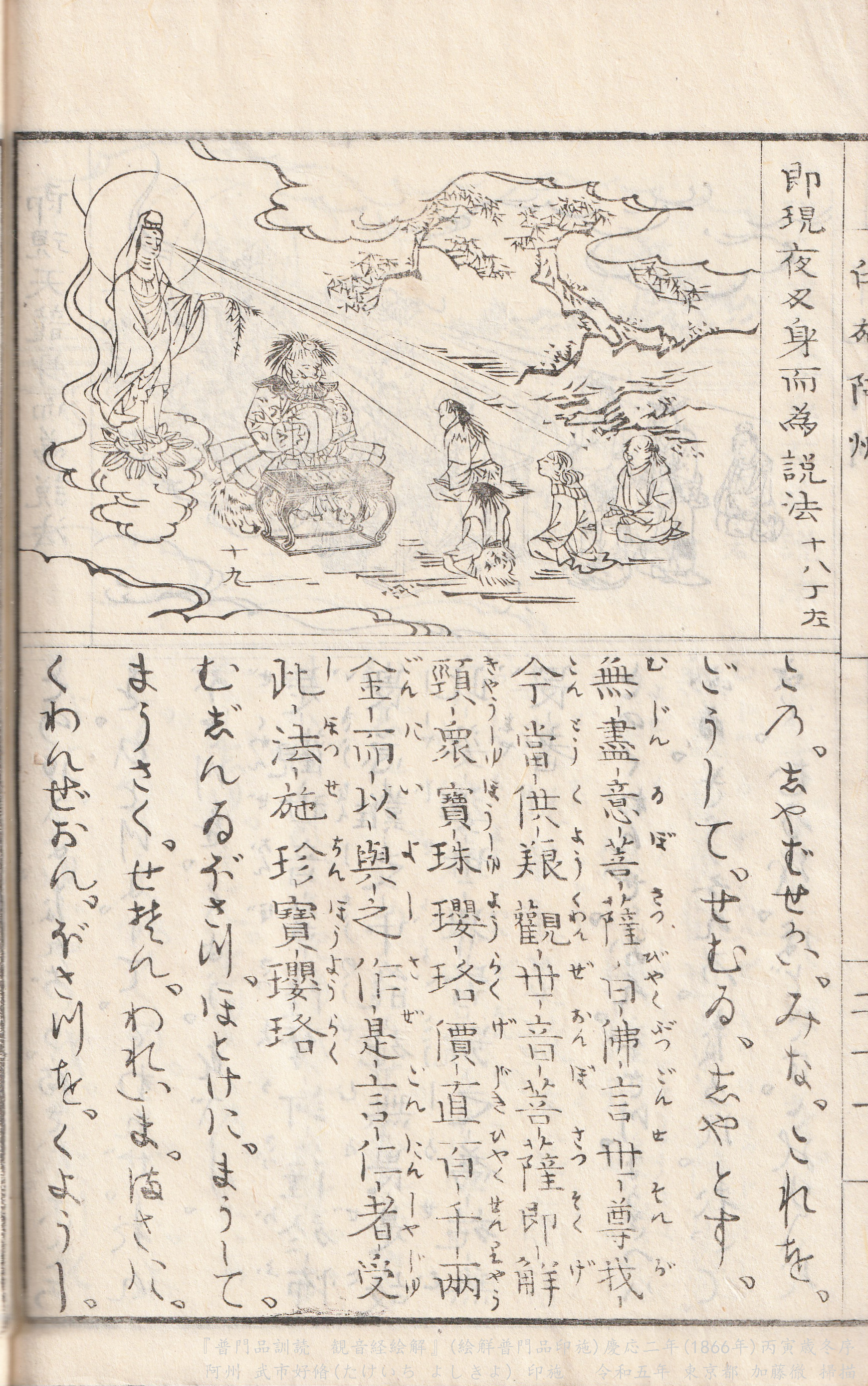
夜叉
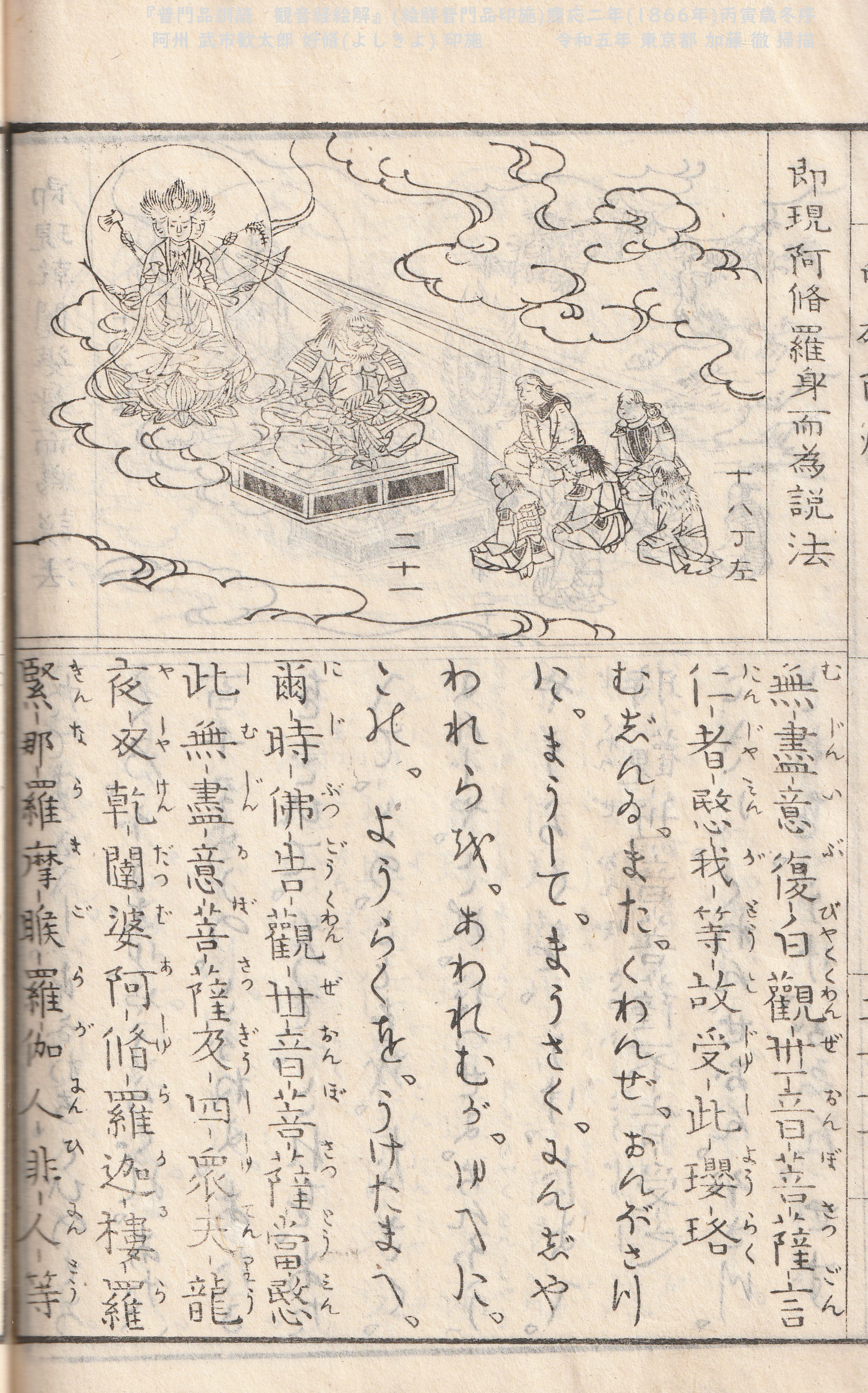
阿修羅
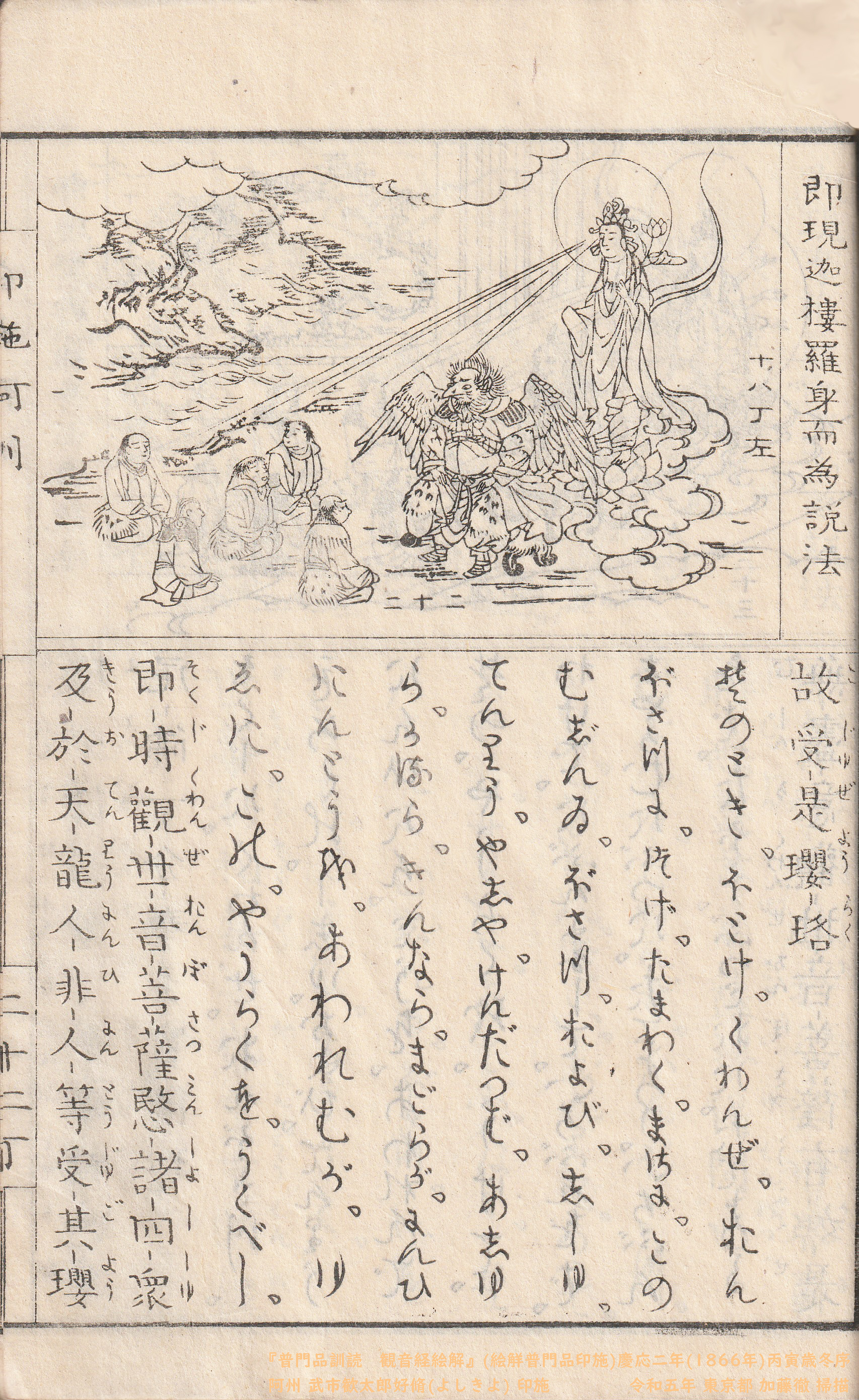
迦樓羅

大乘佛教記載觀音應化有三十三身
- （1）楊柳
- （4）圓光
- （7）臥蓮
- （10）魚籃
- （13）一葉
- （16）延命
- （19）能淨
- （22）葉衣
- （25）蛤蜊
- （28）馬郎婦
- （31）不二

- （2）龍頭
- （5）遊戲
- （8）瀧見
- （11）德王
- （14）青頸
- （17）眾寶
- （20）阿耨
- （23）琉璃
- （26）六時
- （29）合掌
- （32）持蓮

- （3）持經
- （6）白衣
- （9）施藥
- （12）水月
- （15）威德
- （18）巖戶
- （21）阿摩提
- （24）多羅
- （27）普悲
- （30）一如
- （33）灑水

### 六觀音
在中國的天台宗、唐密及日本真言宗、天台宗傳統下，觀音可呈現六種不同形式，每種形式與六道輪迴中特定的境界相應。這種分類源自天台宗祖師智顗所著《摩訶止觀》，並在其他文獻中亦有記載，如《三寶感應要略錄》。具體形式包括：
- 大慈觀音（大慈觀音），又名聖觀音，對應餓鬼道。
- 大悲觀音（大悲觀音），即千手觀音，與地獄道相應。
- 大光普照觀音（大光普照觀音），稱為十一面觀音，與修羅道相配。
- 天人丈夫觀音（天人丈夫觀音），又稱準提觀音，對應人道。
- 大梵深遠觀音（大梵深遠觀音），即如意輪觀音，與天道相應。
- 獅子無畏觀音（獅子無畏觀音），即馬頭觀音，與畜生道相應。

### 千手觀音
於中國，千手觀音當屬觀音菩薩眾多秘密形式中最享盛名的一種。《大悲心陀羅尼經》中描述千手千眼觀音比印度神祇和佛陀更為神聖。經典指出，「遍數宇宙每一片葉子和每一粒沙子，其難度遠不及觀音菩薩的福德與力量之深遠。」擁有千手的觀音象徵所有神祇之力，而其頭頂各式佛陀象徵所有佛陀之智慧。在中國的寺廟與修道院，千手觀音的雕像往往與十一面觀音結合，形成千手十一面的形貌。與此化身相連的咒語，《大悲咒》，為東亞佛教中最受歡迎的咒語之一。在中國佛教中，此咒語的流行促使宋代天台宗僧人四明知禮創立了一種名為「大悲懺法會」的秘密懺悔儀式。此儀式至今仍定期在中國大陸、香港、台灣及海外華人社區的寺廟舉行。
據明朝萬曆年間出版、朱鼎臣所寫的《南海觀音全傳》中的一則中國佛教傳說，觀音幾乎度盡地獄中的眾生，直到十殿閻羅將她送出地獄。然而，她意識到仍有眾多不幸的眾生尚未得救。在努力理解這些眾生需求的過程中，觀音的頭分裂成十一片。阿彌陀佛見狀，賜予她十一個頭，以便她能聽到受苦眾生的哭聲。當她聽到這些哭聲並理解它們時，觀音試圖幫助所有需要幫助的人，但她的雙臂卻碎裂成無數片。阿彌陀佛再次出手相助，賜予她千手，使她能幫助所有需要的人。在喜馬拉雅地區的版本中，通常包括八隻手，每隻手都持有不同的法器，象徵著她運用法力的技巧。而在中國版本中，手的數量則有不同。在日本，這種形象的雕像可在京都的三十三間堂找到。

### 摩利支觀音
摩利支觀音（即摩利支天菩薩，梵語：मारीची，為「光線」之意），古稱「陽焰」，係日光的神格化。相傳源於古印度民間所崇拜的豬面人身光明女神華拉希，後被佛教所吸收而成為黎明女神，並列於天部。能加持信眾，護佑平安。外現天女像，然並非天人，實際本地是大菩薩，《一切如來大祕密王未曾有最上微妙大曼拏羅經》記載衪是從觀自在菩薩部所作的變化相。以摩利支天菩薩為本尊的修法，稱為「摩利支天法」，此法具有能夠隱身遁形與除難消災的神通力，密教中就是以摩利支天法為隱形法。由於摩利支天菩薩具有不可思議的隱身法力，因此極受日本武士的信仰，並奉為守護神。

### 大隨求觀音
大隨求觀音，乃觀世音菩薩之化身，略稱「大隨求菩薩」，密號「與願金剛」，是以滿足眾生心願為特色的菩薩。其真言「大随求陀罗尼」在唐代極為盛行。

### 不空羂索觀音
不空羂索觀音，即不空羂索菩薩，乃能顯現十方無量佛土聖眾，接引無量有情修得佛法的大菩薩，是觀音菩薩的化身。佛教認為與觀音菩薩所有的化身，本質皆是相同。

### 葉衣觀音
葉衣觀音是佛教觀世音菩薩、多羅菩薩（度母）的化現之一。常示現於山間，以樹葉為衣裙，故稱葉衣菩薩，是能除疫疾、飢饉、賊寇、刀兵、水旱等。

### 白衣觀音
自唐密觀音母白衣觀音傳入中國後，觀音菩薩開始就有女尊形象，之後又有宋密的白衣觀音信仰，自唐宋兩代開始就以觀音母白衣觀音為所有觀音的本尊，在中國民間，觀世音菩薩的慈母形象非常顯著，常被尊稱為「觀音媽」、「觀音娘娘」，又因為觀世音菩薩過去早已成佛，只是化現為菩薩穿著白衣，濟世救人，故常尊稱為「觀音佛祖」，簡稱「佛祖」。閩南及台灣地區的民間信仰認為，觀世音菩薩以慈悲心著稱，面燃大士（大士爺）是觀世音菩薩的屬下（或化身），所以大士爺頭頂觀世音菩薩像，在中元節時，負責救渡、布施流浪在陽間的亡魂。

### 送子觀音

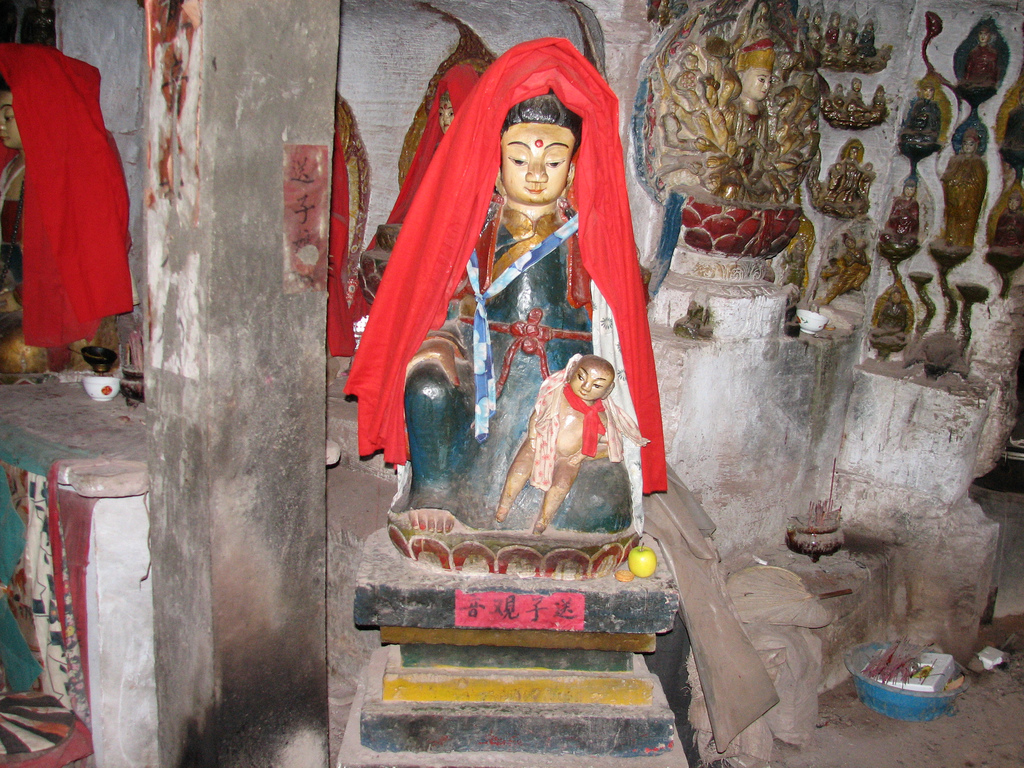
四川省丹山鎮某寺廟內的送子觀音塑像

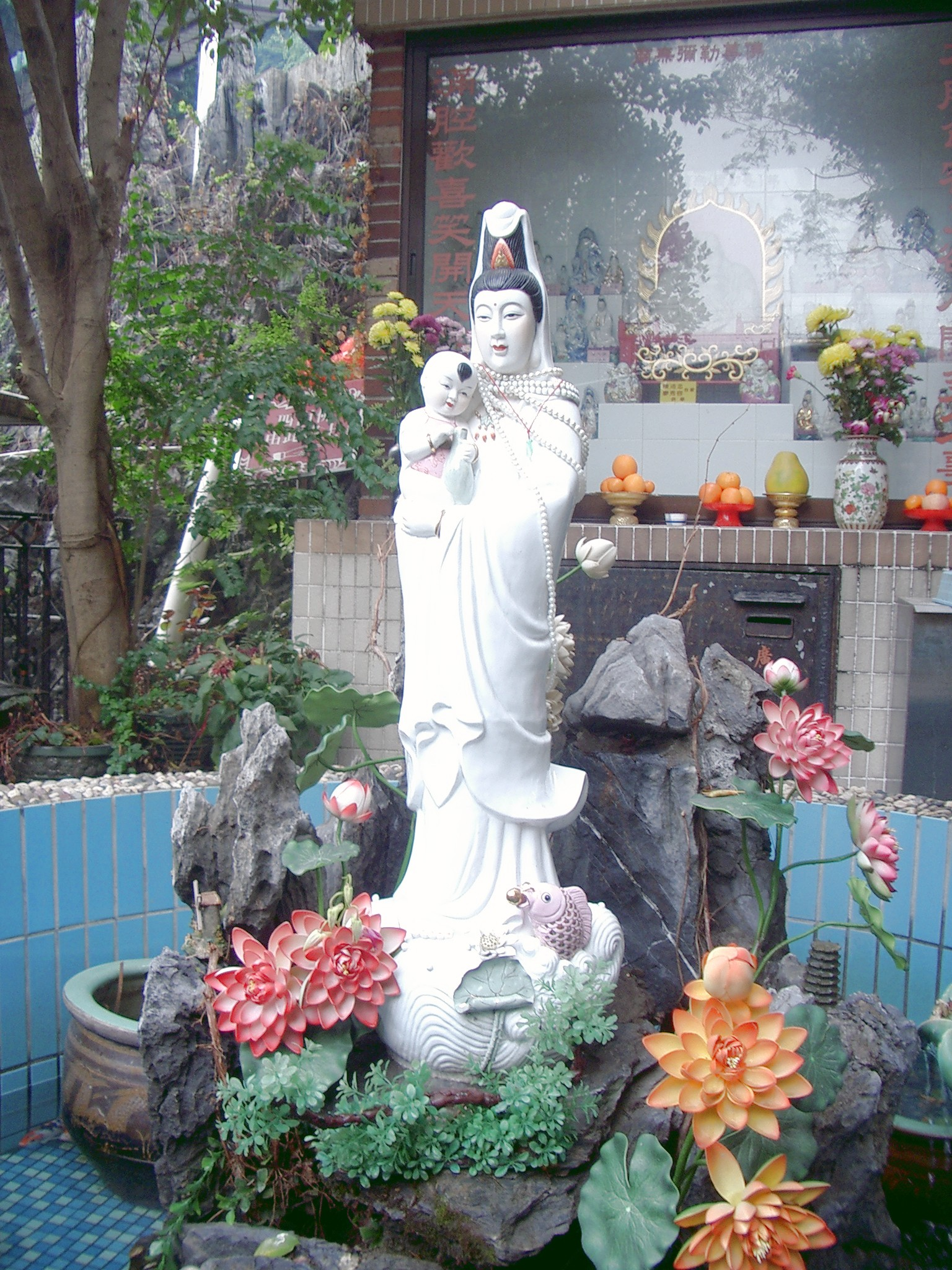
香港古巖淨苑的送子观音像

《法華經普門品》中記載祈求觀音大士，「設欲求男。禮拜供養觀世音菩薩。便生福德智慧之男。設欲求女。便生端正有相之女」，善男信女至誠皆有感應。故許多不孕婦女，皆向觀音菩薩求禱，希望能有子嗣。而廟宇也以觀音菩薩懷抱幼童作為造像，是為送子觀音。

### 鎖骨觀音
民間故事，唐憲宗時陝右男子性喜騎射，嗜殺無度。一日市街上，忽然出現一名絕世美女，公開演講，要求眾人信仰佛教，戒除殺生。並且發下豪語，願嫁給三日之內熟背《妙法蓮華經》的男子。眾人聞說，皆返家背經，惟法華一書，卷帙浩繁，人皆苦之。有一馬姓少年博聞強記，三日不寐，遂能背誦此經，娶得美女返家，但回家成婚時，美女已經病死。馬郎甚哀而殮之。啟棺時，美女遺體不見，只留下一張觀音菩薩之畫像。人稱美女為觀音菩薩化身，是謂「馬郎婦觀音」。《佛祖統紀》亦有記載。
另說屍骨已然不見，唯鎖子骨尚存，是為「鎖骨觀音」。泉州粲禪師作詩曰：「豐姿窈窕鬢欹斜，賺殺郎君念法華。一把骨頭挑去後，不知明月落誰家？」

### 魚籃觀音
民間故事，宋朝蔡襄貶為泉州太守。當時泉州洛陽江，時常有人渡江溺斃，蔡襄不忍，於是發願興建萬安橋（洛陽橋），觀音菩薩化身為一位手提魚籃的美麗少女，向公眾籌募建橋經費，該化身被稱為「魚籃觀音」。在吳承恩的《西遊記》中亦曾出現，為協助孫悟空等人收服由原蓮花池中的金魚幻化成的精怪。
台灣有以此主祀的利洋宮、日本東京都港區三田則有魚籃寺。

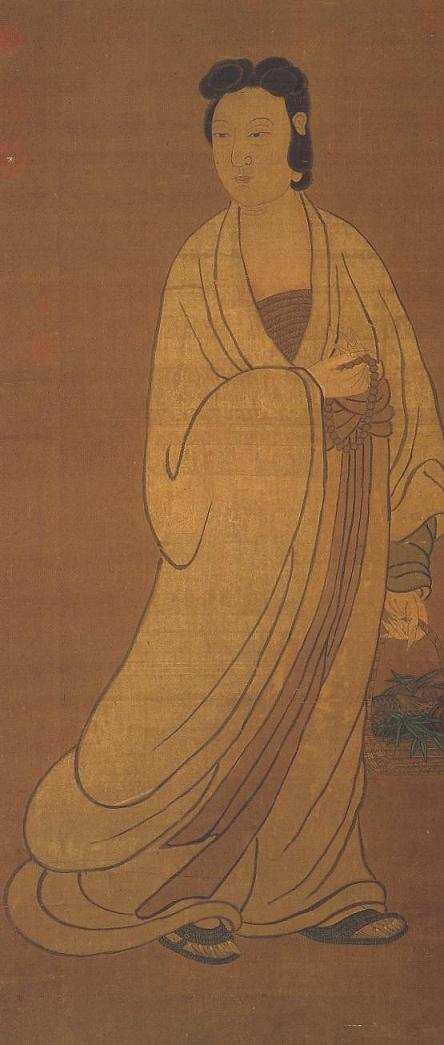
元代画家赵孟頫笔下的鱼篮观音。
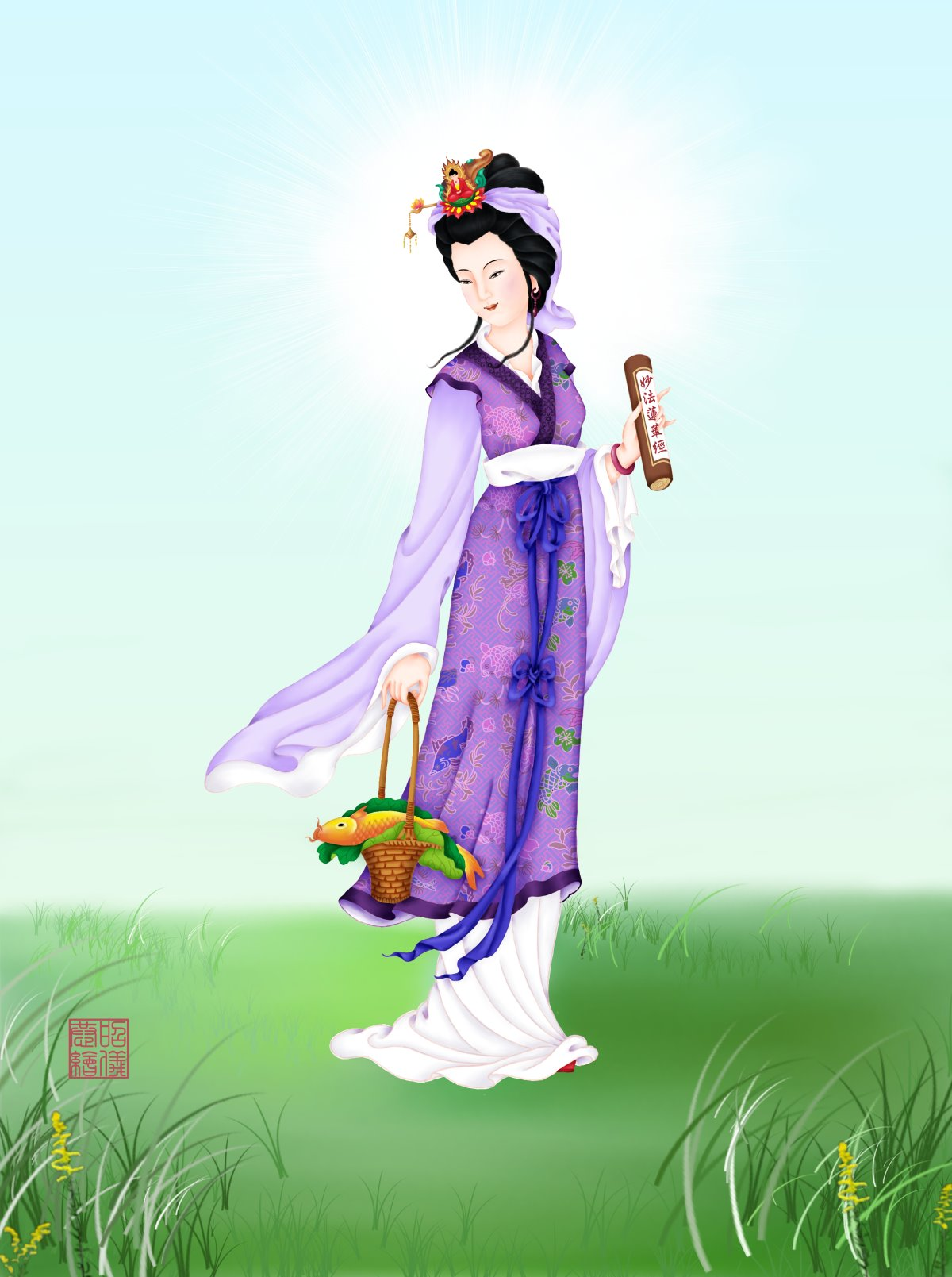
村妇形象的鱼篮观音。

### 引路菩薩

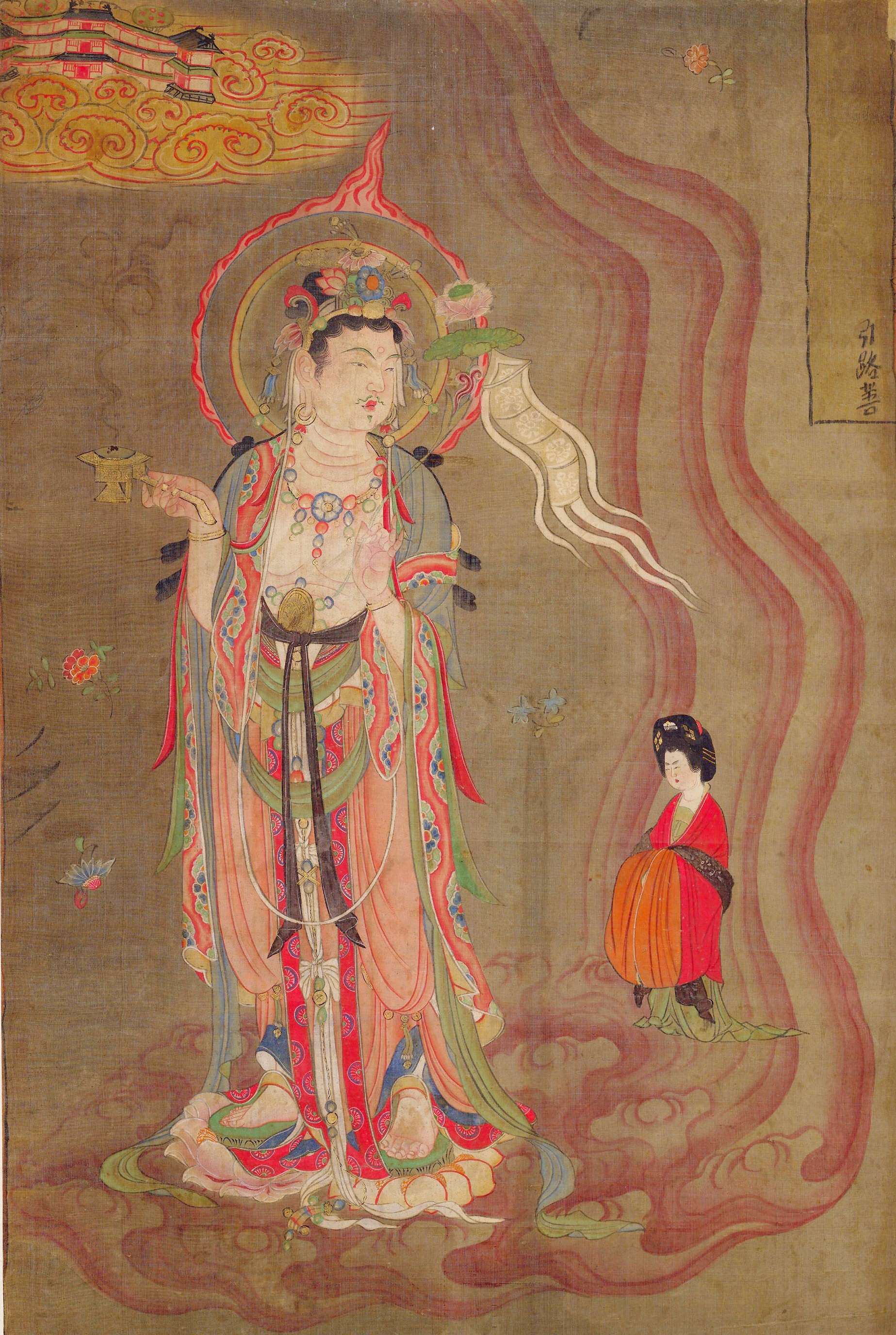
《引路菩萨图》，现藏于大英博物馆。

最早是在敦煌莫高窟藏经洞發現的一批絹畫，数幅以此為題材，因而相信此信仰在唐代开始流行。

### 馬頭觀音
馬頭觀音在中國佛教和日本佛教中被尊為保護旅行與交通的護法神，特別是汽車的安全。在部分中國佛教寺廟的入口和出口處，會放置馬頭觀音的雕像，以祝福來訪者。在某些中國佛教寺廟中，訪客還可以將車牌供奉在這位神祇前，以祈求他保護自己的車輛。馬頭觀音亦被列為五百羅漢之一，稱為馬頭尊者。在道教中，馬頭觀音被融合並納入道教神祇體系，成為火王馬王。這種形象通常被描繪為擁有六隻手和額頭上的第三隻眼。

### 觀音與善財
傳說中的善財（梵文名為須達那）是來自印度的一位殘疾少年，對學習佛法懷有濃厚的興趣。《南海觀音全傳》中寫道，善財聽聞在普陀山的岩石島上藏有一位佛教高僧，迫不及待地前往尋師。抵達島嶼後，儘管身患殘疾，他仍堅毅地尋訪到了觀音。
觀音在與善財深談後，決定考驗他學習佛法的決心是否堅定。觀音施展法力，幻化出三個持劍的海盜，緊追覬覦他。觀音迫近懸崖邊際，三個海盜的幻影亦步亦趨。善財眼見老師處於危急之中，不顧自身殘疾，艱難地爬上了陡峭的山坡。就在觀音躍下懸崖，三個幻影相繼躍下的瞬間，善財仍奮力向前，艱辛地匍匐至懸崖邊緣。
就在善財即將墜落懸崖之際，被觀音於半空中接住，獲救一命。觀音隨即要求善財起身行走。善財驚訝地發現，自己竟能正常行走，殘疾之狀已然不復存在。當他走到水池邊，望見自己在水中的倒影，發現自己變得英俊非凡。自那一天起，觀音開始悉心教導善財完整的佛法。

### 觀音與龍女
歷經多年修行，善財終成觀音座下弟子。此時，南海發生了一樁令人焦慮之事：龍王之第三子，在化身為魚時，不幸為漁民所擒。困於陸地之上，他無力變回龍身，徒呼負荷。縱使其父為強悍之龍王，對於愛子身處陸地，卻無計可施。龍王之子悲憤交加，天地一聲長嘯。
觀音聞此呼救，立即派遣善財前往營救，並賜予他足夠的財物。此魚正待市場售賣，因其被捕後仍能存活，引發了極大的關注。眾人迷信吞食此魚，能獲長生不老之效，因而市場上眾競相購之。一場激烈的競標戰隨即展開，善財在財力上略顯不足，很快即被淘汰。善財懇求魚販釋放此魚，然而眾人憤怒地將他推開。此刻，觀音遠遠傳來的聲音道：「生命之權，應歸於欲拯救其之人，而非企圖奪取其之人。」
眾人覺悟自身之行為，羞愧地四散而去。善財遂將魚帶回，觀音即刻將其釋放。魚瞬間恢復龍身，安然歸家。為了感謝觀音救了幼子，龍王派遣孫女龍女，捧光明珠獻上。龍女為觀音之莊嚴所感動，請求成為其弟子，學習佛法。觀音應允，並指派龍女為光明珠的保管者。
在傳統的繪像中，龍女與善財常伴觀音左右，猶如兩名稚子。龍女手持缽或金元寶，象徵著光明珠的存在；善財則雙手合十，微屈膝蓋，以示其曾為殘疾之身。

### 觀音氏敬
《觀音氏敬》（越南文：Quan Âm Thị Kính）是一部越南詩歌，講述了一個名叫氏敬的女子的生活。她被誣陷企圖殺害她的丈夫，當她喬裝成男人在佛教寺廟過宗教生活時，她再次被誣陷與名叫氏茂的女子發生性關係。她被指控讓氏茂懷孕，這在佛教律法中是嚴禁的。然而，憑藉她對所有屈辱的忍耐和自我犧牲的精神，她得以進入涅槃，成為慈悲女神（越南文：Phật Bà Quan Âm）。

## 與素食的關聯
在東亞，觀音不僅是慈悲慧的象徵，更與素食主義密切相連。佛教美食常見其形象裝飾其中，無論是佛教的素食手冊或雜誌，她始終是不可或缺的一部分。更有一種以她為名的土壤，傳聞具有防噁心与止腹瀉的療效。炒祺，這款傳統的中國小吃，便是採用觀音土製成的麵團為主要材料。該麵團的成分包含麵粉、雞蛋、糖及鹽。傳統上，以五香粉、胡椒葉與芝麻調味，然而，紅糖與棗亦是另一種風味選擇。此款點心在長途旅行中極為流行，蓋因這種土壤有助於麵團的保存，使之不易變質。

## 在東亞佛教中的角色

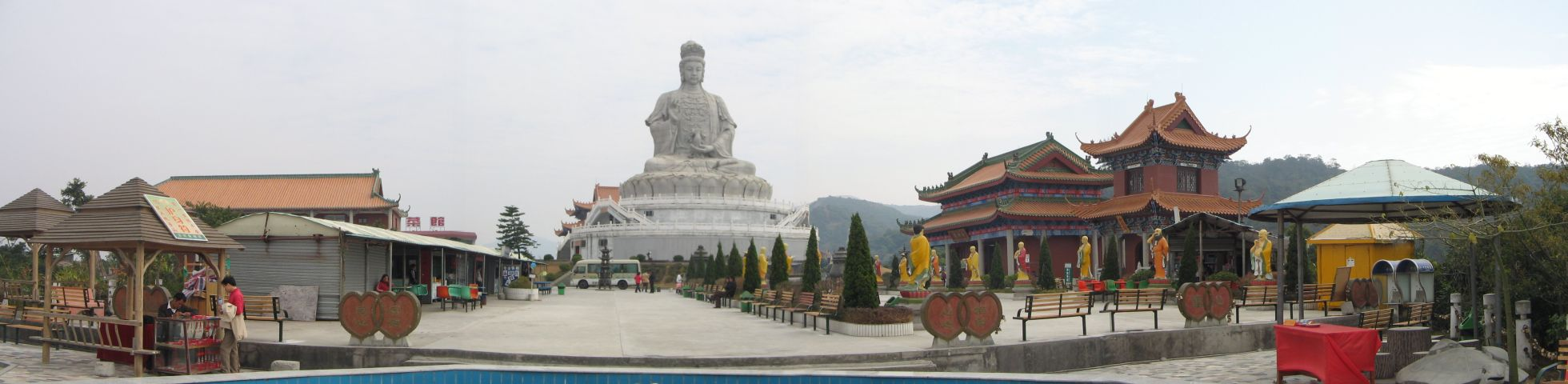
中國東莞的觀音山寺廟

在東亞佛教中，觀音是「阿婆盧吉低舍婆羅」之意譯（梵文：अवलोकितेश्वर），乃慈悲為懷之菩薩。在中國，阿婆盧吉低舍婆羅幾乎專門稱為觀世音菩薩。許多佛教經典的中文翻譯實際上用觀世音取代了阿婆盧吉低舍婆羅的音譯。一些道教經典稱她為觀音大士，有時非正式地稱她為觀音佛祖。
在中國文化中，觀音被普遍信奉為女神，這與菩薩阿彌陀佛的本質並不衝突。事實上，佛教徒認為觀音作為「慈悲與憐憫的女神」的廣泛崇拜是菩薩阿彌陀佛無邊救度本質的體現（在佛教中，這被稱為觀音的「善巧方便」）。佛教經典指出，菩薩可以化現為任何性別和形式，以解脫眾生的無明和苦難。具體到阿彌陀佛，他在《法華經》（第25品「觀世音菩薩普門品」）和《楞嚴經》中被描述為曾以女性或女神的形象出現，以解救眾生。
觀音在中國佛教徒中特別受歡迎，她被視為無條件的愛的來源，更重要的是，她被視為救主。在她的菩薩誓願中，觀音承諾回答所有眾生的呼喚和請求，並解救他們的苦難。根據《法華經》和《楞嚴經》，阿彌陀佛通常被視為精神和物質上的救主。經典指出，通過他的救度，即使那些沒有機會成佛的人也可以成佛，那些深陷負面業力的人也可以通過他的慈悲找到救贖。
在大乘佛教中，性別不是成佛（或涅槃）的障礙。佛教的非二元性概念適用於此。《維摩詰所說經》的「女神品」清楚地闡明了一位既是女性又是神的覺悟者。在《法華經》中，一位少女在很短的時間內成佛。觀音既是女神又是菩薩的觀點似乎與佛教信仰並不矛盾。觀音曾被稱為「正法明如來」。
在淨土宗中，觀音被描述為「救度的船隻」。與阿彌陀佛和大勢至菩薩一起，她暫時解救眾生脫離輪迴，進入淨土，在那裡他們將有機會積累必要的功德，以便在一生中成佛。在中國佛教的圖像中，觀音經常被描繪為與佛或其他菩薩坐在一起。與觀音一起被描繪的佛和菩薩通常根據他們所代表的佛教流派來選擇。例如，在淨土宗中，觀音通常被描繪在阿彌陀佛的左側，而在佛的右側是大勢至菩薩。崇拜地藏菩薩的寺廟通常描繪他與阿彌陀佛和觀音一起冥想。
即使在非虔誠的中國佛教流派中，觀音仍然受到高度尊崇。觀音的形象被視為慈悲、憐憫和愛的原則。行為、思想和情感上的慈悲和愛被視為觀音。一個慈悲、憐憫、愛心的人被認為是觀音。一種與自己和他人和平相處的冥想或沉思狀態被視為觀音。
在大乘佛教經典中，《心經》完全是由觀音說法的。這很獨特，因為大多數大乘經典通常是由釋迦牟尼佛說法的。在《心經》中，觀音向舍利弗描述了現實的本質和佛教教義的精髓。著名的佛教箴言「色即是空，空即是色」來自這部經典。

## 在其他東方宗教中的角色

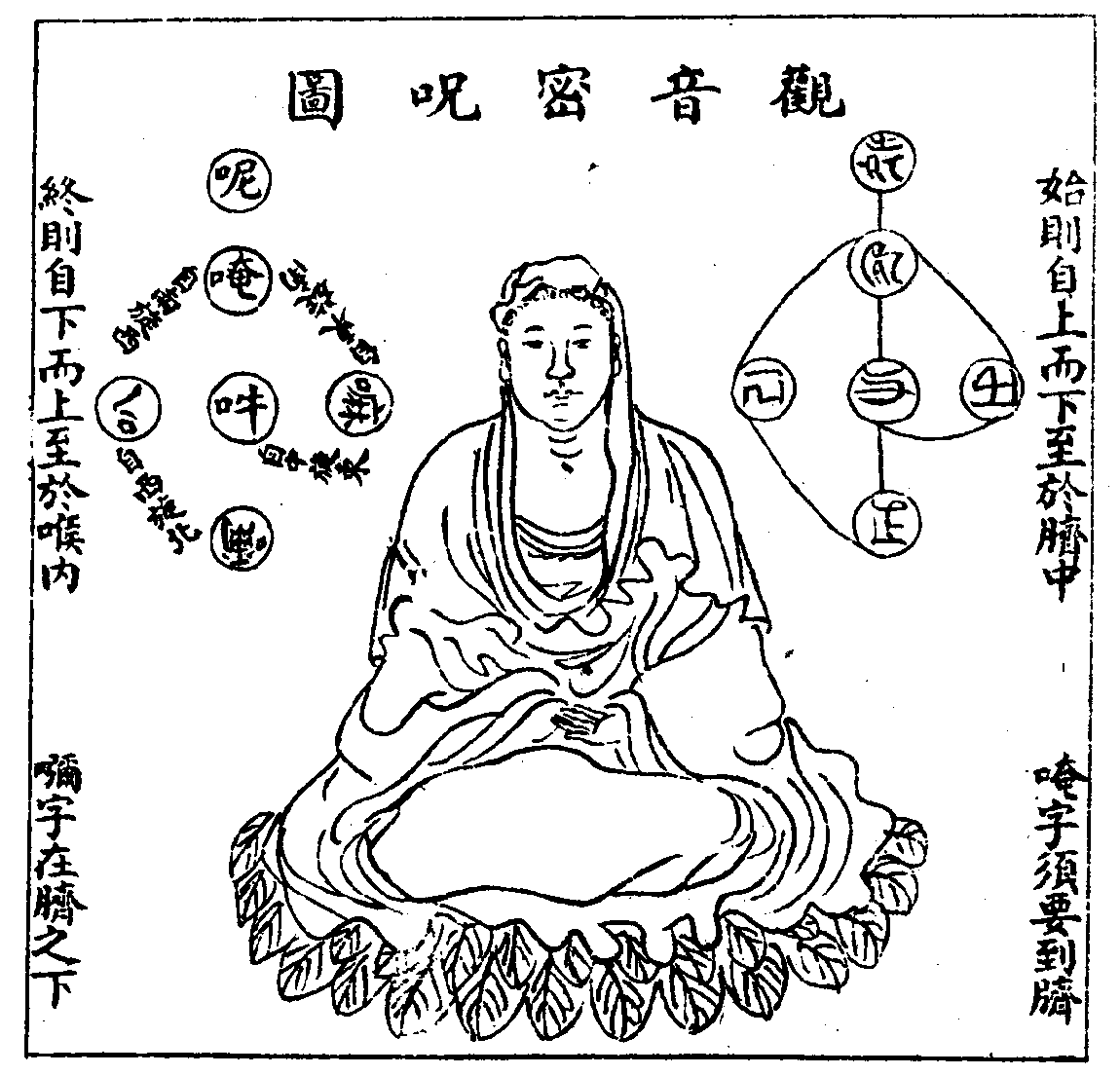
觀音密咒圖，1615年《性命圭旨》

觀音是中國民間宗教、中國佛教、儒教和道教中極受歡迎的女神；道教稱之為「觀音大士」、「白衣大士」、「慈航真人」、「慈航大士」等；民間則認為祂善於救助婦女兒童，協助孕婦順利生產，因此又常尊稱祂為「送子觀音」；在一貫道中稱為「南海古佛」。她在東南亞的許多華人社區中被崇拜。
觀音在中國普通民眾中因其無條件的愛和慈悲而受到崇敬。許多人認為她是婦女和兒童的保護者，這可能是由於她與鬼子母形象的混淆。因此，她還被視為能夠賜予子女的生育女神。一種古老的中國迷信是，當一位婦女希望有孩子時，她會向觀音獻上一隻鞋。中國文化中，有時在期待孩子時會借用一隻鞋。孩子出生後，鞋子會連同一雙新鞋一起歸還，以示感謝。
觀音還被視為不幸者、病人、弱者、貧困者、殘疾人和有困難者的保護者。一些中國沿海和河流地區將她視為漁民和水手的保護者，因此許多人認為媽祖是觀音的化身。由於她與大洪水傳說的關聯，她被視為農業和農耕女神。在一些地方，特別是商人和貿易者中，她被視為財富女神。近年來，有人聲稱她是航空旅行者的保護者。

## 與聖母瑪利亞的相似性

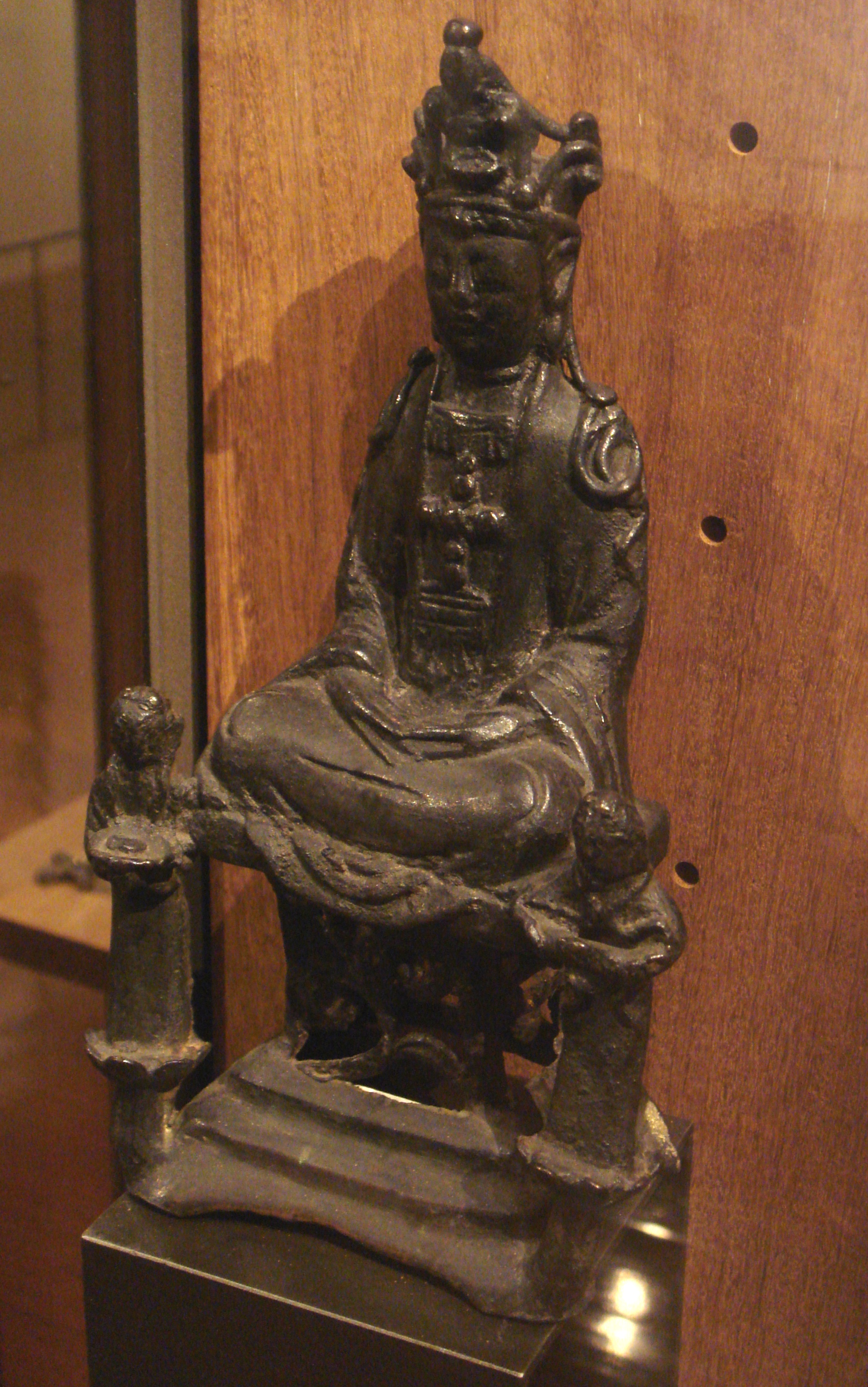
瑪利亞觀音──一種將耶穌之母瑪利亞偽裝成觀音的雕塑，為17世紀時日本禁教令期間隱匿基督徒所使用。

部分佛教與基督教學者指出，觀音與耶穌之母瑪利亞在象徵意義上存在相似之處。此相似性，可追溯至觀音在中國藝術與雕塑中抱持孩童的形象，觀音被視為母親與孩子的守護神，被信奉能賜予父母順應天性的子女，此形象常被稱為「送子觀音」。一個具體例子可見於慈濟基金會，這是台灣的一個佛教人道主義組織，它注意到觀音此形象與聖母瑪利亞的相似之處。該組織特別委託一幅觀音抱嬰兒的畫像，其風格與天主教典型的聖母子畫像極為相像。此畫像的複製品現今在慈濟相關的醫療中心顯眼位置展示，這特別因為慈濟創立者本身是一位佛教大師，而其支持者來自各宗教背景。
日本江戶時代基督教被嚴禁，信徒甚至面臨極刑時，一些地下基督教團體以觀音抱子的形象來掩飾耶穌與聖母瑪利亞，以此方式進行崇拜；這些雕像被稱為瑪利亞觀音。在這些雕像的隱蔽位置，往往藏有十字架的象徵。
有人認為這種相似性源於十六世紀西班牙征服與殖民菲律賓期間，亞洲文化對聖母瑪利亞雕像的影響。例如，一位中國雕刻師曾創作一尊聖母瑪利亞的象牙雕像。
位於韓國首爾的吉祥寺的觀音雕像，是由天主教雕塑家崔鐘泰以其心中的聖母瑪利亞作為模型來創作，他期望以此促進韓國社會的宗教和諧。

## 另見
- 慈航真人，觀音在道教中的對應神祇
- 地藏菩薩
- 文殊菩薩
- 西王母
- 普賢菩薩
- 度母
- 西國三十三所觀音靈場
- 普陀山，觀音的聖地
- 胡志明市觀音寺，位於越南
- 青雲亭，位於馬來西亞馬六甲
- 新加坡觀音堂佛祖廟
- 蓮花宮，位於香港
- 金德院，位於印尼雅加達
- 南山觀音，世界第十四高雕像
- 鐵觀音，一種以觀音命名的烏龍茶

## 外部連結
- Buddhanet: Kuan Yin 的存檔，存档日期2016-03-03. 關於觀音的描述
- Guan Yin – the Buddha's Helper 的存檔，存档日期2020-02-21. 兒童觀音書籍
- Miao Shan的詳細歷史 妙善的傳說
- 心經 關於觀音和心經的解釋
- 法華經: 第25章. 觀世音菩薩普門品 的存檔，存档日期2009-01-22. (由美國佛教經典翻譯學會翻譯)
- 佛教漢化 – 白衣觀音 – 闡釋了觀音在中國佛教中的轉變
- 楞嚴經 的存檔，存档日期2015-02-14. 第五章「耳根圓通」的英譯，其中提到了觀音
- 楞嚴經: 新譯本 由佛教經典翻譯學會翻譯。第六章詳細說明了觀音的力量。
- 慈濟組織: 觀音，佛教觀點